# D-Terminal
D-Terminal, или D-Tanshi (яп. (Ｄ端子)) — разновидность аналогового видеоразъёма, используемого чаще всего в японской бытовой технике, в основном HDTV, DVD, Blu-ray, D-VHS и HD DVD.
Стандарт был разработан Ассоциацией японской электронной индустрии для использования в цифровых спутниковых приемниках.

## Типы D1~D5

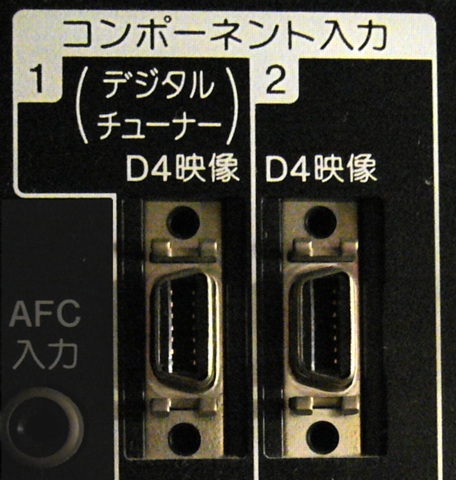
Два D-Video порта(D4) на HDTV.

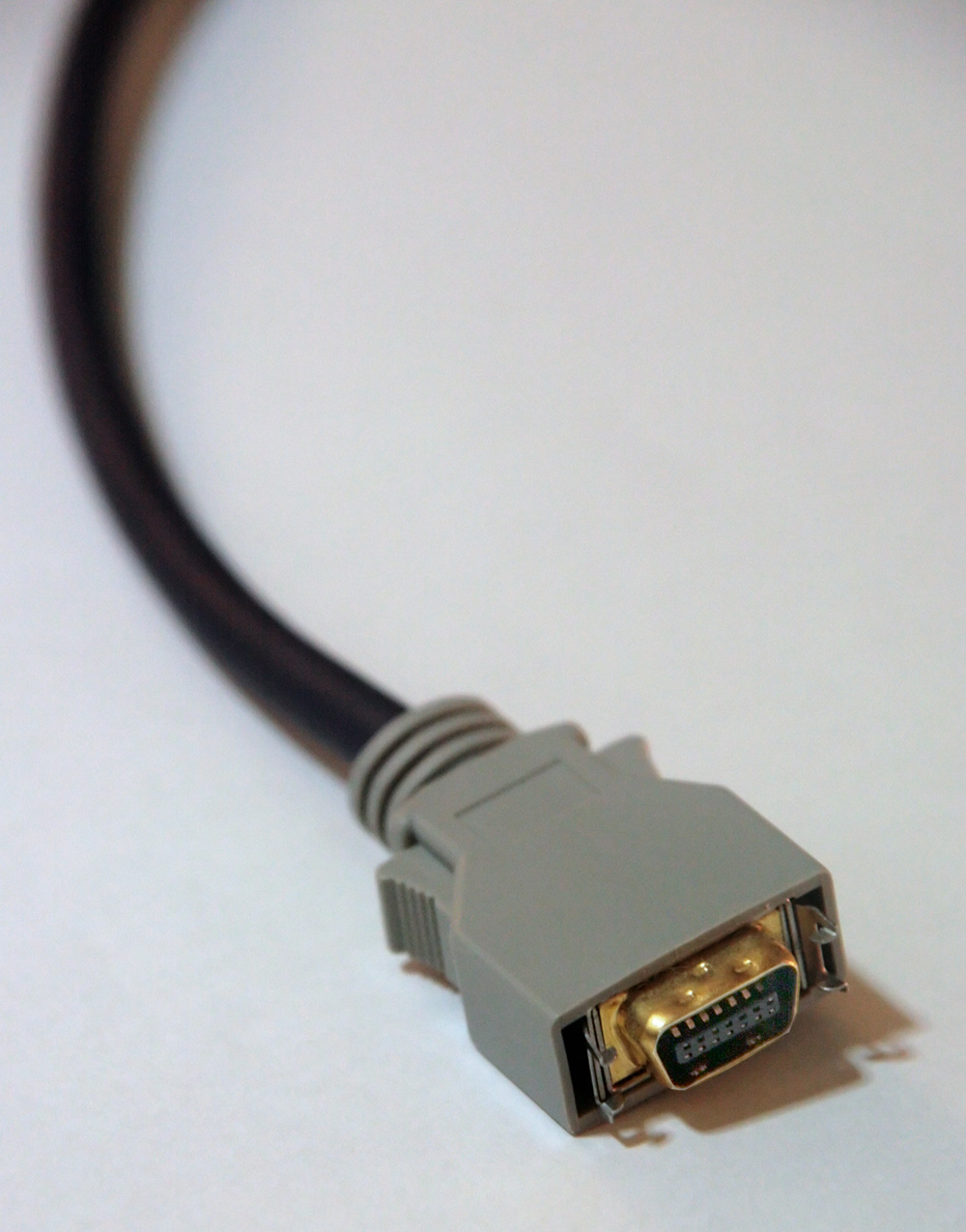

Разъем D-Terminal передает компонентный сигнал. Устройство с разъемом D5 может отображать следующие типы видео:
- D1 480i (525i): 720×480i
- D2 480p (525p): 720×480p
- D3 1080i (1125i): 1920×1080i
- D4 720p (720p): 1280×720p
- D5 1080p (1125p): 1920×1080p